# El Salvador (Jalisco)
El Salvador es una localidad del estado mexicano de Jalisco. Es parte del municipio de Tequila.

## Toponimia
El nombre «El Salvador» hace referencia al santo patrono de la localidad: Nuestro Señor San Salvador.

## Demografía
| Gráfica de evolución demográfica |
|                                  |

| Censo | Población |
| ----- | --------- |
| 1910  | 525       |
| 1921  | 551       |
| 1930  | 335       |
| 1940  | 147       |
| 1950  | 455       |
| 1960  | 512       |
| 1970  | 981       |
| 1980  | 1 526     |
| 1990  | 1 897     |
| 2000  | 2 217     |
| 2010  | 2 502     |
| 2020  | 3 171     |